# Kanton Lalinde
Kanton Lalinde (francouzsky Canton de Lalinde) je francouzský kanton v departementu Dordogne v regionu Akvitánie. Tvoří ho 14 obcí.

## Obce kantonu
- Baneuil
- Cause-de-Clérans
- Couze-et-Saint-Front
- Lalinde
- Lanquais
- Liorac-sur-Louyre
- Mauzac-et-Grand-Castang
- Pressignac-Vicq
- Saint-Agne
- Saint-Capraise-de-Lalinde
- Saint-Félix-de-Villadeix
- Saint-Marcel-du-Périgord
- Varennes
- Verdon